# Moșana, Dondușeni
Moșana (în ucraineană Мошани, transliterat: Moșanî) este satul de reședință al comunei cu același nume  din raionul Dondușeni, Republica Moldova.

## Demografie

### Structura etnică
Structura etnică a satului conform recensământului populației din 2004:

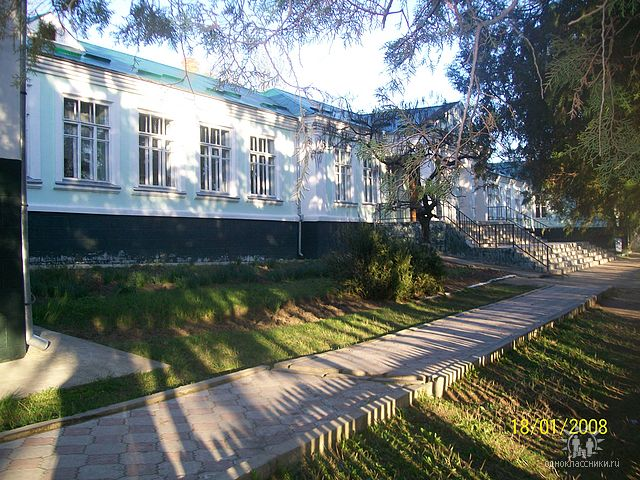
Gimnaziul

| Grup etnic         | Populație | % Procentaj |
| ------------------ | --------- | ----------- |
| Ucraineni          | 1.633     | 93,37%      |
| Moldoveni / Români | 96        | 5,49%       |
| Ruși               | 13        | 0,74%       |
| Găgăuzi            | 4         | 0,23%       |
| Bulgari            | 1         | 0,06%       |
| Alții              | 2         | 0,11%       |
| Total              | 1.749     | 100%        |

## Galerie de imagini

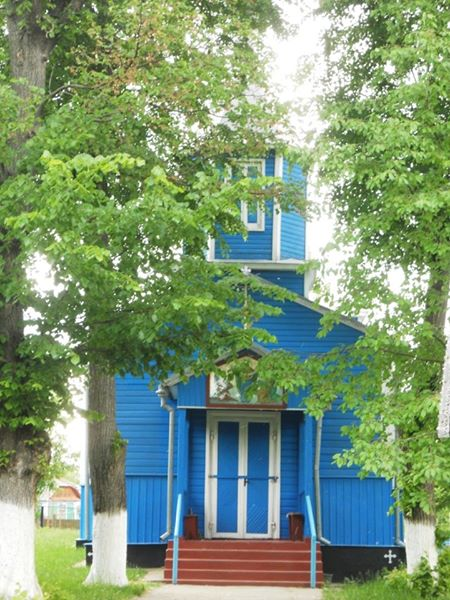
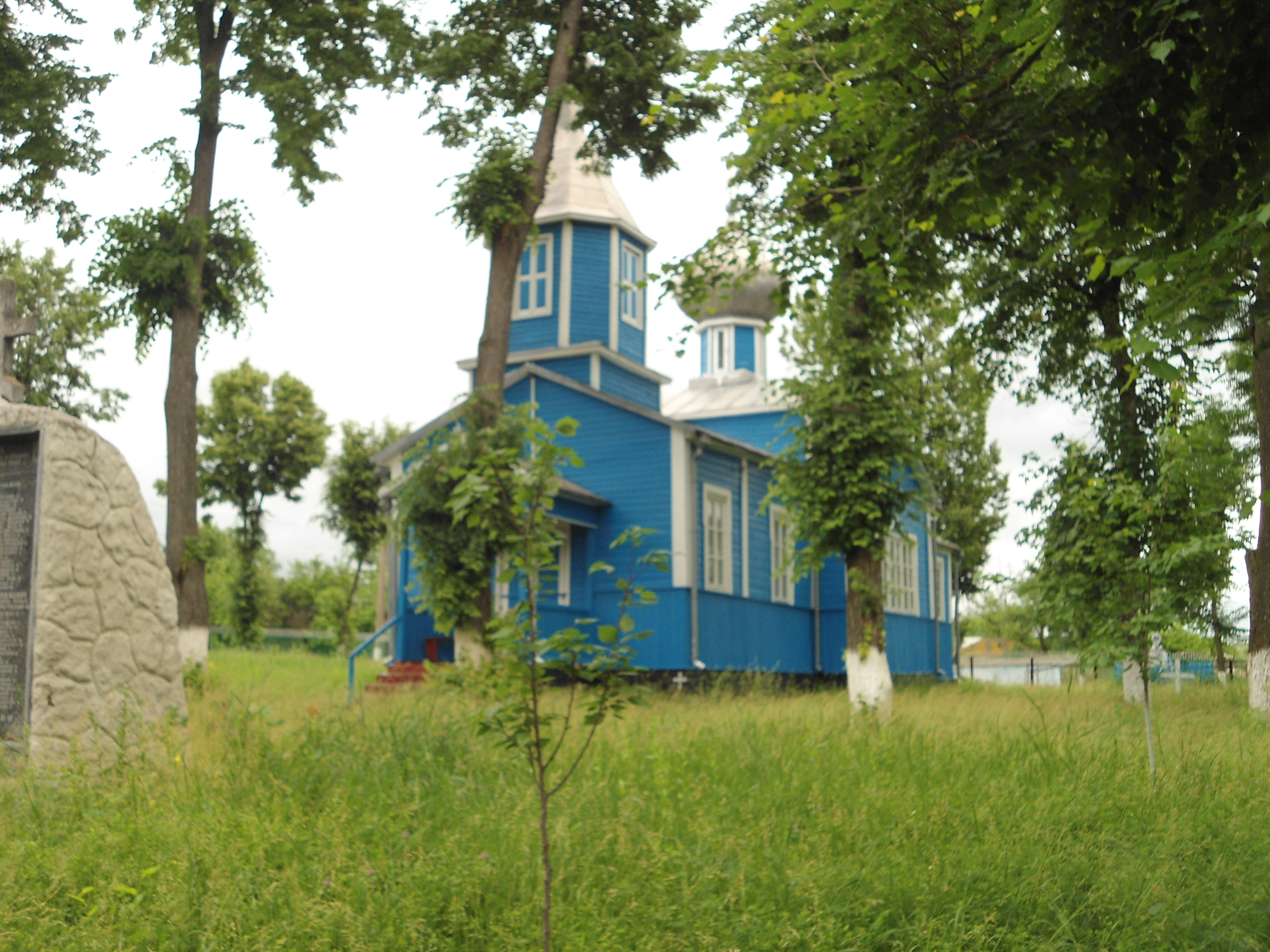
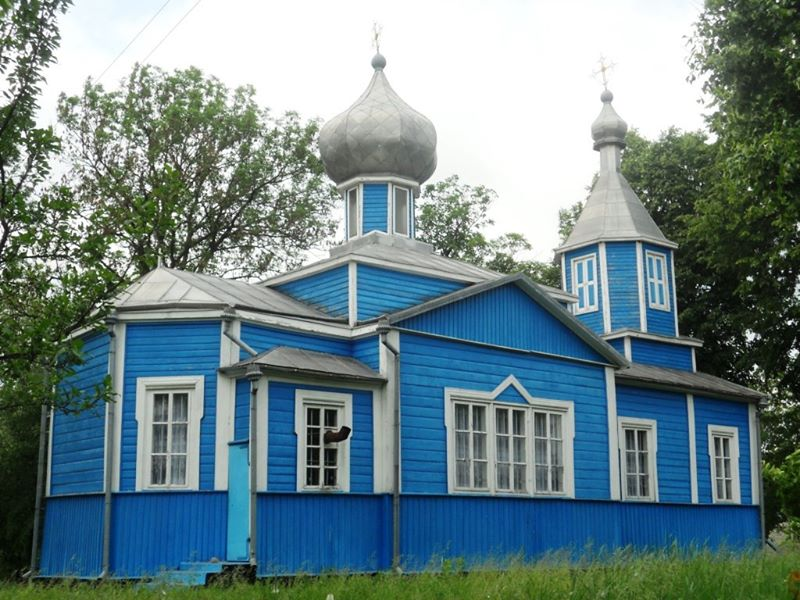
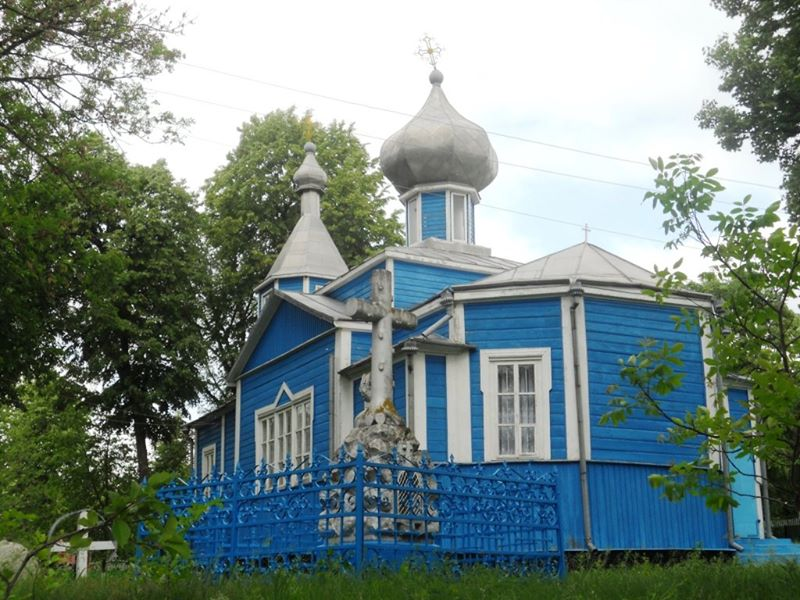
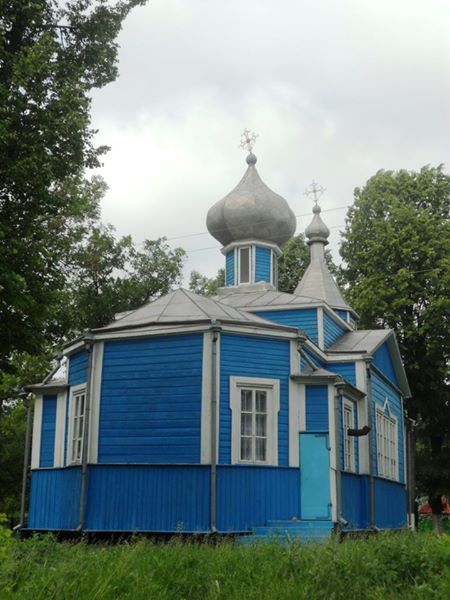
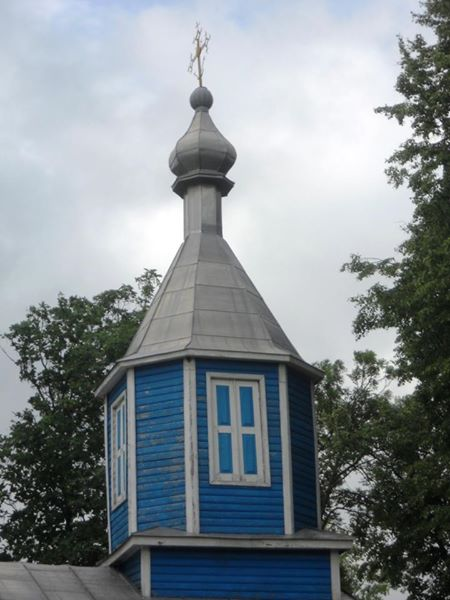

Biserica „Acoperământul Maicii Domnului” din localitate, monument ocrotit de stat.